# Brevet d'entraîneur professionnel de football

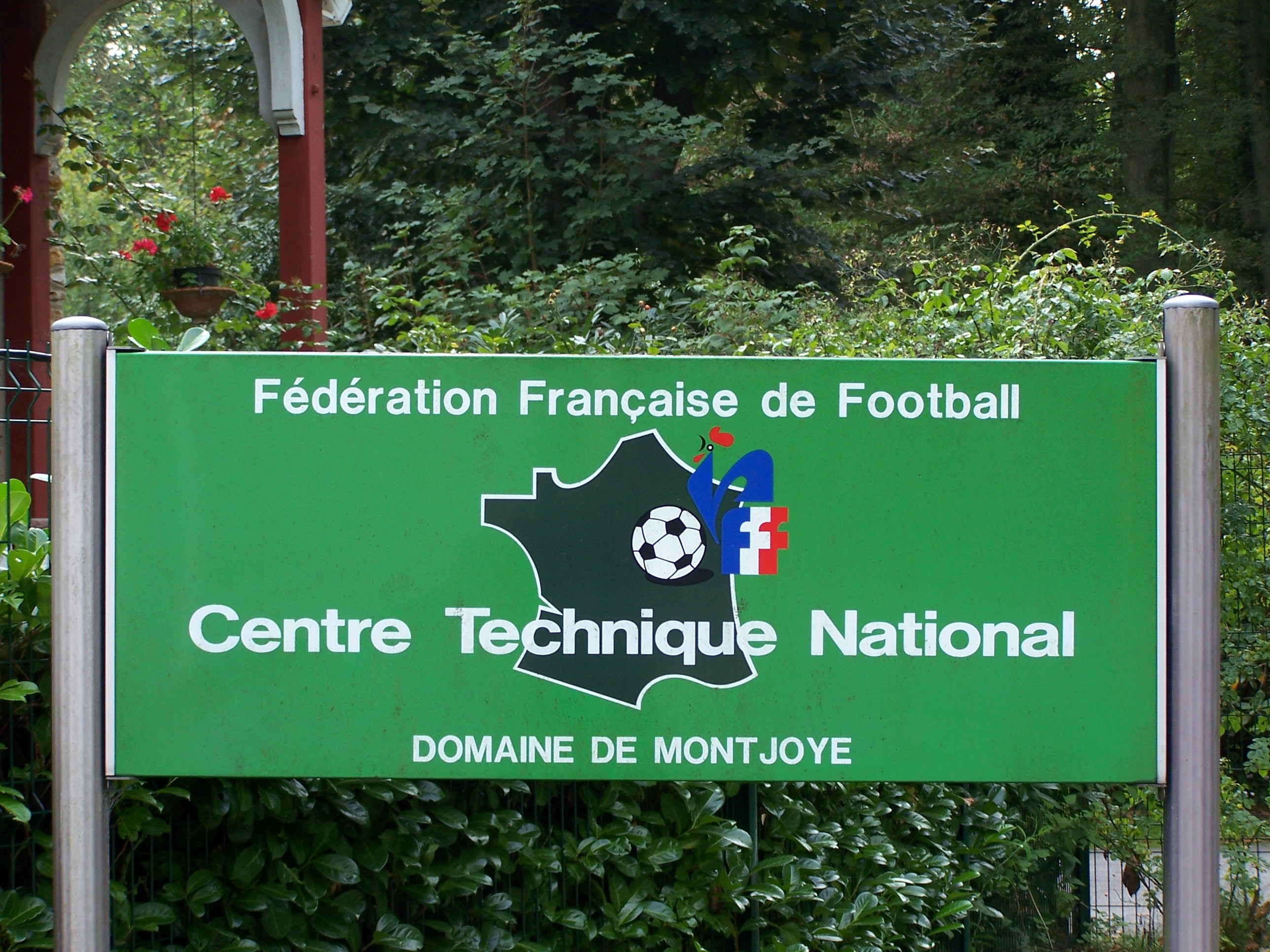
La formation au BEPF se déroule au CNF Clairefontaine.

Le brevet d'entraîneur professionnel de football (BEPF), anciennement diplôme d'entraîneur professionnel de football (DEPF), est une certification professionnelle de l'enseignement supérieur professionnel français créée en 1991. Il s'agit du plus haut diplôme d'entraîneur français. Le BEPF est de niveau 6 au RNCP.
Il est délivré par la FFF, qui est habilitée à en assurer la formation et en organiser l'évaluation, au sein de l'Institut de Formation du Football (IFF).
Le titulaire du BEPF peut encadrer une équipe évoluant en Ligue 1, Ligue 2 et National 1, et obtient par équivalence la licence UEFA Pro, qui permet d'entraîner au plus haut niveau européen.
Le coût pédagogique est de 27 100 € pour la totalité de la formation.
Le diplôme du BEPF est également accessible par la validation des acquis de l'expérience (VAE).

## Programme
La formation au Brevet d’Entraîneur Professionnel de Football s’étale sur une saison, et se compose de 4 Unités Capitalisables (UC) :
- UC1 : Diriger le projet sportif d’un club de football autorisé à utiliser des joueurs professionnels, ou d’une sélection nationale – 50h
- UC 2 : Piloter le système d’entraînement, en sécurité, de l’équipe première de football dans un club autorisé à utiliser des joueurs professionnels, ou d’une sélection nationale – 180h
- UC 3 : Manager, en compétition, l’équipe première d’un club de football autorisé à utiliser des joueurs professionnels, ou une sélection nationale- 50h
- UC4 : Manager un club de football autorisé à utiliser des joueurs professionnels, ou une sélection nationale- 40h

## Diplômés

### Promotion 1994-1996 du DEPF
- Paul Le Guen[3]

### Promotion 1998-2000 du DEPF
- Bernard David
- Noël Tosi (major)[4]

### Promotion 2002-2004 du DEPF
Après sept semaines de formation encadrés par Raymond Domenech et trois jours d'examens au CTNFS de Clairefontaine, treize stagiaires sont reçus en mai 2004. Douze techniciens sont ajournés. Didier Deschamps termine major:

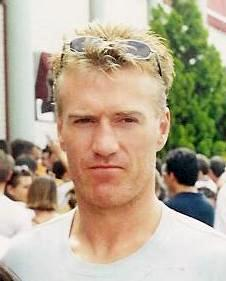
Didier Deschamps, major de la promotion 2004 du DEPF.

- Loïc Amisse
- Christian Caminiti
- Didier Christophe
- Didier Deschamps (major)
- Christophe Desbouillons
- Jean-François Domergue
- Vincent Dufour
- Jean-Marc Furlan
- Patrick Gabriel
- Rudi Garcia
- Rachir Maatar
- Didier Ollé-Nicolle
- Jean-Pierre Papin

### Promotion 2004-2006 du DEPF
En mai 2006, Alain Boghossian et Jean-Louis Garcia sont co-majors de leur promotion,. Les dix-neufs lauréats sont les suivants:

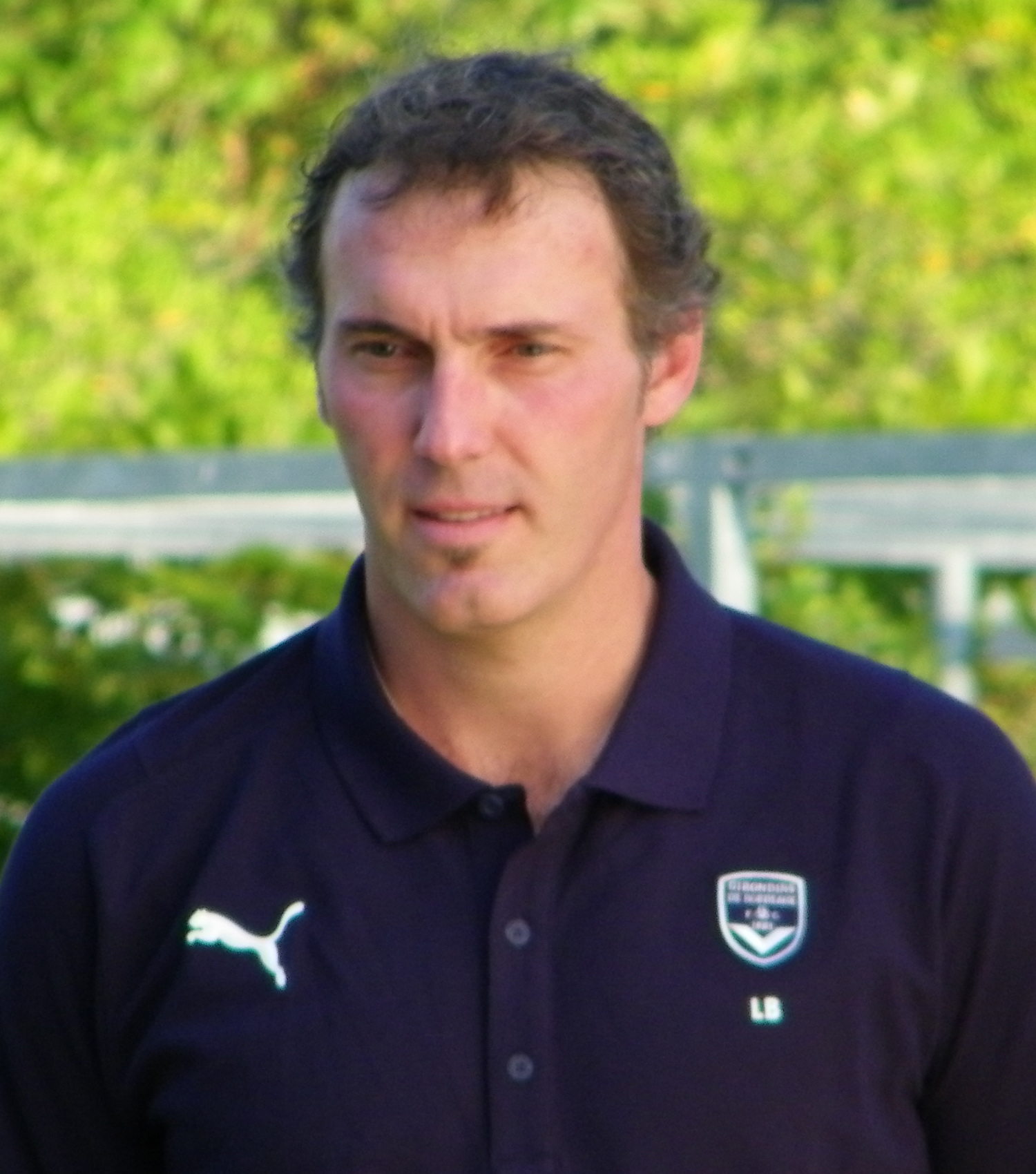
Laurent Blanc, lauréat du DEPF en 2006.

- Laurent Banide
- Laurent Blanc
- Alain Boghossian (co-major)
- Alain Casanova
- Lionel Charbonnier
- Olivier Dall'Oglio
- Francis de Taddéo
- Michel Dussuyer
- Patrice Garande
- Jean-Louis Garcia (co-major)
- Pascal Janin
- Antoine Kombouaré
- Nasser Larguet
- Thierry Laurey
- Stéphane Paille
- Vincent Rautureau
- Daniel Sanchez
- Didier Tholot
- Georges Tournay

### Promotion 2006-2008 du DEPF
En 2008 Laurent Guyot termine major de sa promotion, devant Landry Chauvin. Les quinze stagiaires étaient encadrés par René Girard, Francis Smerecki et Philippe Bergeroo. Cinq candidats sont ajournés. Les reçus sont :
- Landry Chauvin
- François Ciccolini
- Pablo Correa
- Laurent Fournier
- Laurent Guyot (major)
- Frédéric Hantz
- David Marraud
- Thierry Oleksiak
- Jean-Luc Ruty
- Jean-Guy Wallemme

### Promotion 2008-2010 du DEPF
En 2010, Jocelyn Gourvennec est le major d'une promotion de quinze diplômés, qui compte plusieurs anciens joueurs :

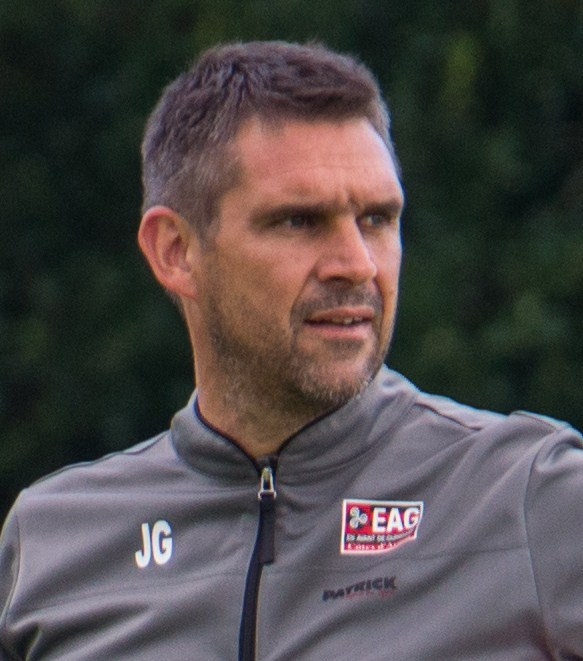
Jocelyn Gourvennec, major de la promotion 2010 du DEPF.

- Michel Audrain
- Gérald Baticle
- Daniel Bréard
- Cédric Daury
- Paul Fischer
- Hubert Fournier
- Jocelyn Gourvennec (major)
- David Guion
- Stéphane Le Mignan
- Philippe Montanier
- Jean-Marc Nobilo
- Éric Pégorer
- Pascal Plancque
- Denis Renaud
- Stéphane Ziani

### Promotion 2010-2012 du DEPF
La FFF dévoile en mai 2012 les noms des seize candidats reçus à l'examen du DEPF:

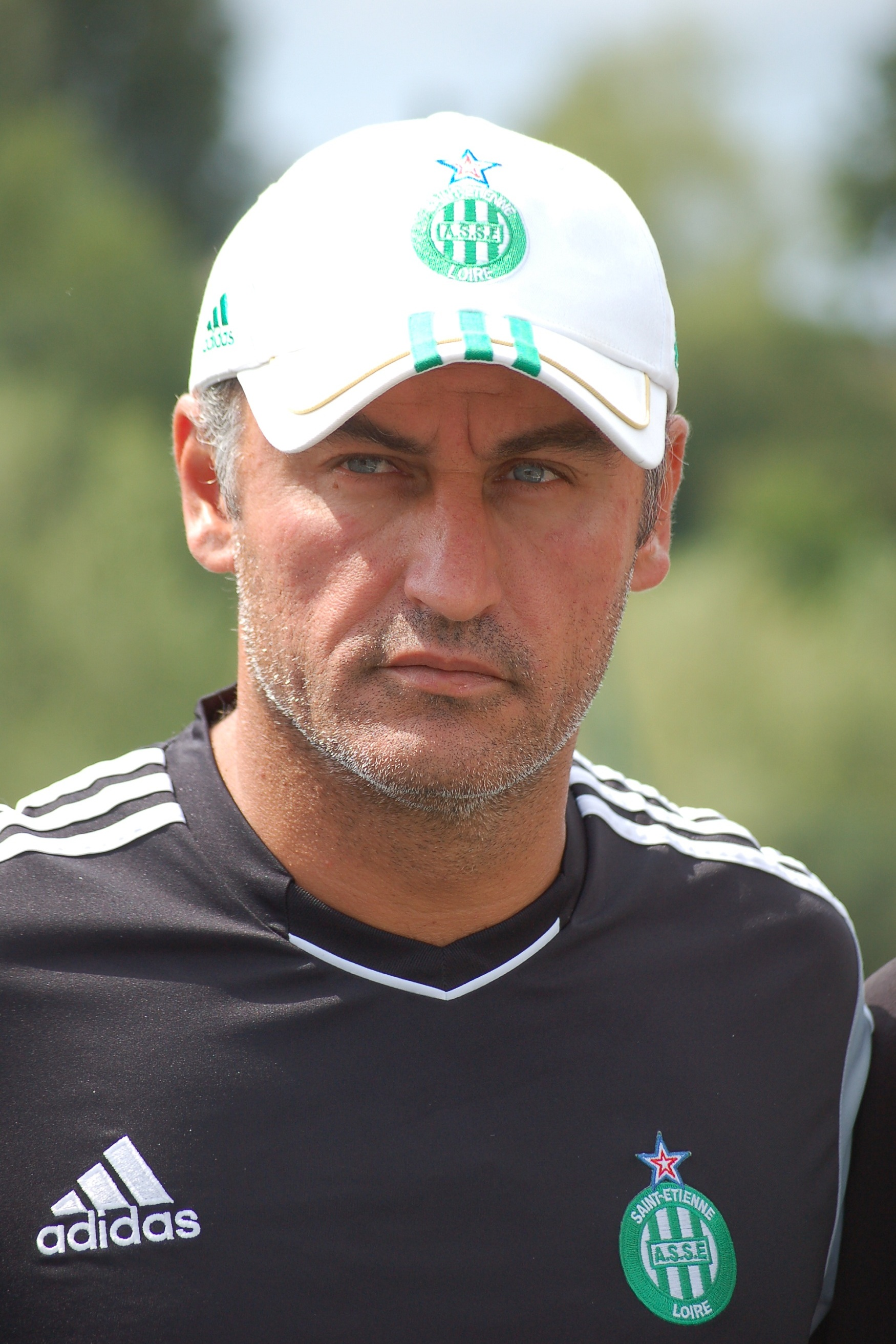
Christophe Galtier fait partie de la promotion 2012 du DEPF.

- Éric Blahic
- Régis Brouard
- Patrice Carteron
- Arnaud Cormier
- Olivier Échouafni
- Michel Estevan
- Christophe Galtier
- Vincent Guérin
- Laurent Huard
- Sabri Lamouchi
- René Marsiglia
- Olivier Pantaloni
- Claude Robin
- Lionel Rouxel
- Jean-Luc Vannuchi
- Jean-Luc Vasseur

### Promotion 2012-2014 du BEPF
Pour des raisons d'harmonisation européenne, le DEPF est renommé BEPF. En mai 2014, Stéphane Moulin et Réginald Ray terminent co-majors, d'une promotion encadrée par Francis Smerecki, Philippe Bergeroo et Pierre Mankowski, dont voici les lauréats :

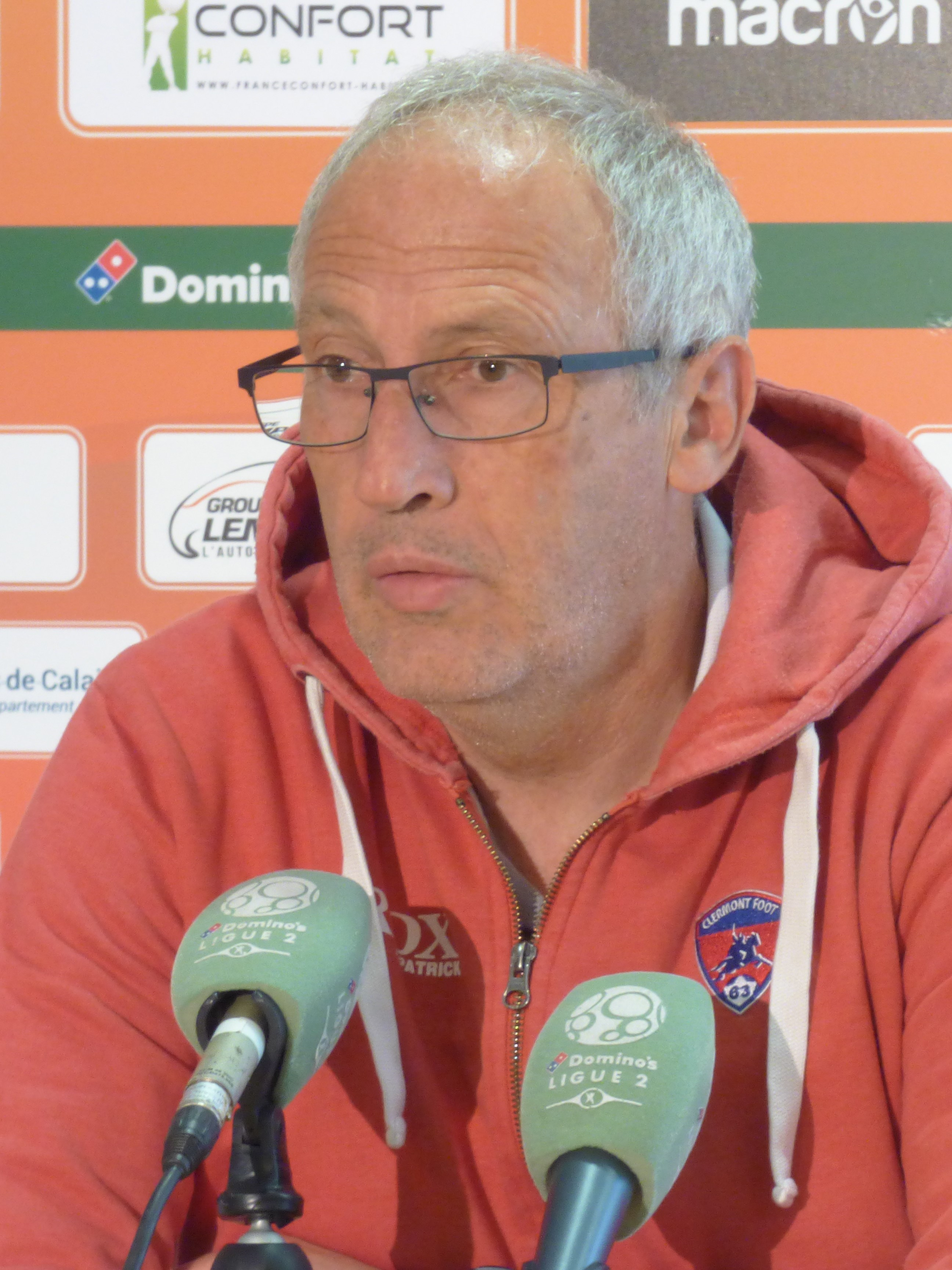
Pascal Gastien, lauréat du BEPF en 2014.

- Abdel Bouhazama (en)
- Stéphane Crucet
- Corinne Diacre
- Rémi Garde
- Pascal Gastien
- Vincent Hognon
- François Keller
- Yann Lachuer
- Claude Michel
- Stéphane Moulin
- Ulrich Ramé
- Réginald Ray

### Promotion 2014-2015 du BEPF réservée aux sportifs de haut niveau
Pour la saison 2014-2015, cinq anciens pros suivent la session « Sportif de Haut Niveau » du BEPF, encadrés par Guy Lacombe. Des stages d'observation à la Juventus Turin, au Stade rennais et au Bayern Munich sont organisés. Les lauréats de cette promotion sont :
- Bernard Diomède
- Claude Makélélé
- Éric Roy
- Willy Sagnol
- Zinédine Zidane

### Promotion 2014-2016 du BEPF
Cette session est la dernière à effectuer la formation sur deux ans. À plusieurs reprises dans la saison, les quinze stagiaires quittent leur traditionnel cadre de Clairefontaine pour s'immerger dans un club : ils sont ainsi accueillis à Guingamp, Montpelllier et Lyon. Leurs formateurs sont Guy Lacombe, Francis Smerecki, Laurent Guyot et Patrick Gonfalone. Sarah M'Barek et Dominique Veilex n'obtiennent pas le diplôme. Les lauréats sont : 
- Christian Bracconi

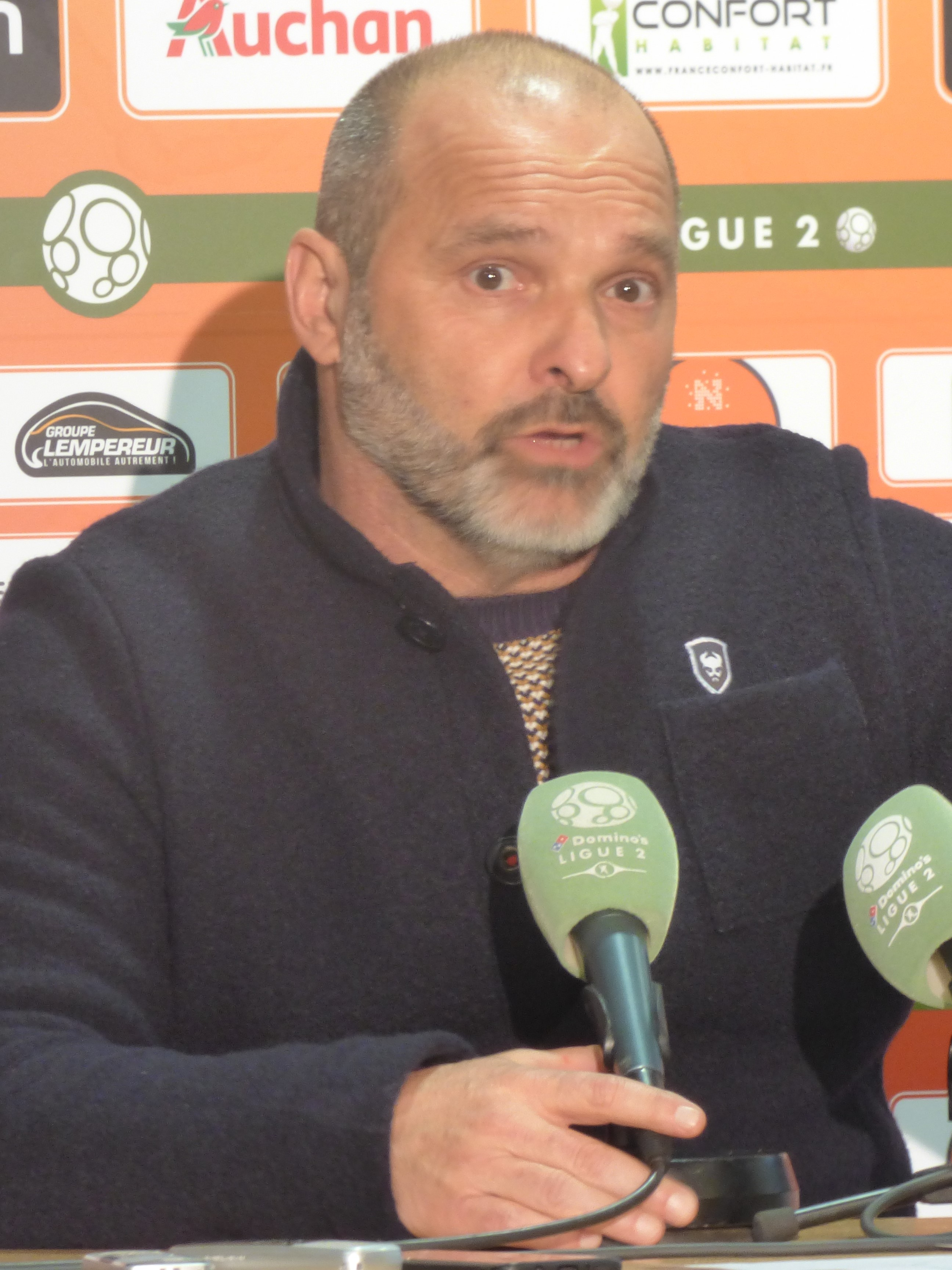
Pascal Dupraz, lauréat du BEPF en 2015.

- Pascal Dupraz (échouant en 2014, il ne devait repasser le BEPF que partiellement, et l'obtient en 2015[19])
- Olivier Frapolli
- Bruno Irlès
- Fabien Mercadal
- Christophe Pélissier
- Romain Revelli
- Sylvain Ripoll
- Stéphane Rossi
- Patrice Sauvaget
- Éric Sikora
- Oswald Tanchot
- Denis Zanko

### Promotion 2016-2017 du BEPF

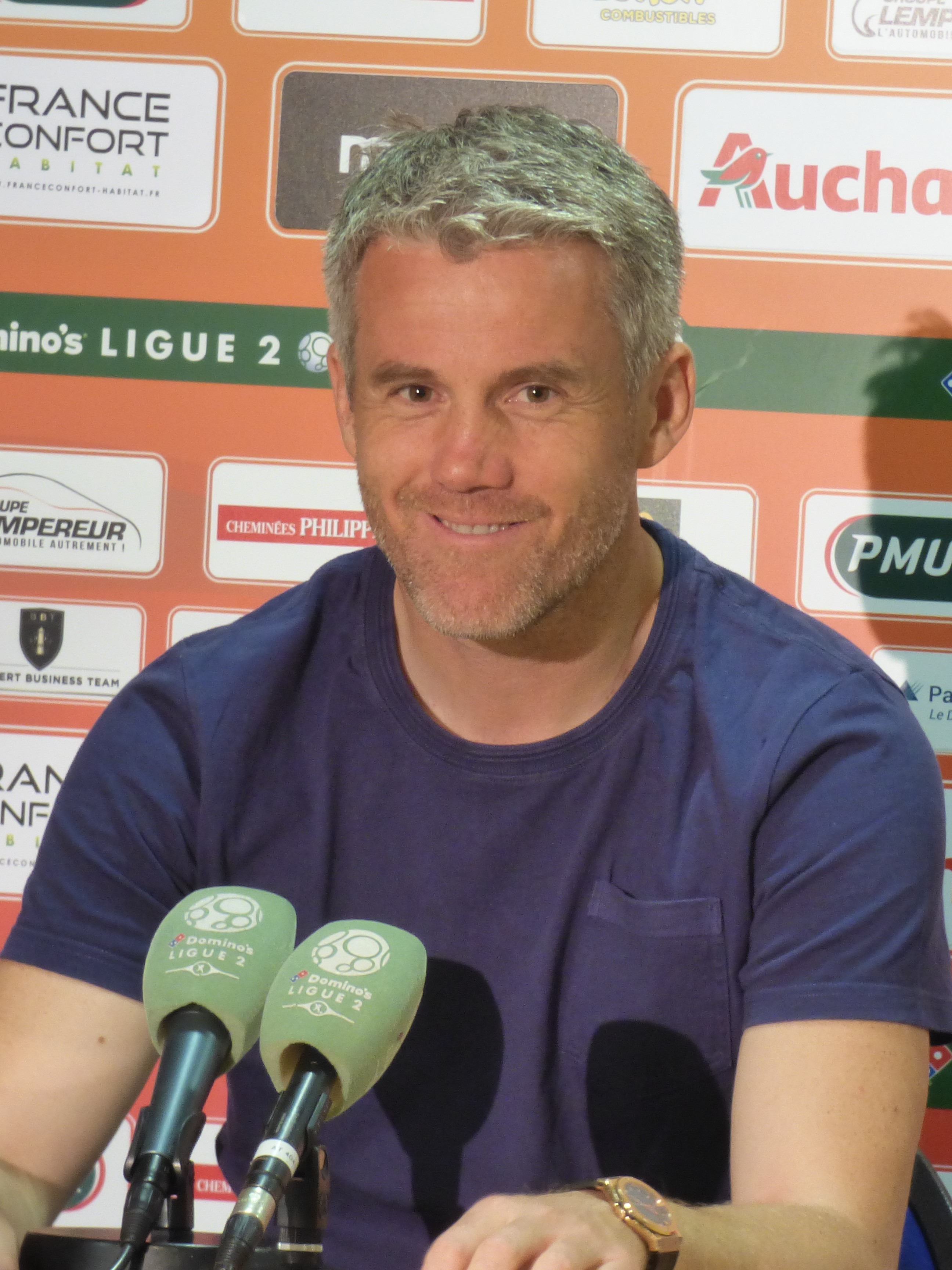
Mickaël Landreau, reçu au BEPF en 2017.

À partir de 2016, la formation s'effectue sur un an. Les stagiaires de la promotion 2016-2017 sont encadrés par trois tuteurs, dont Guy Lacombe et Patrice Gonfalone. Ils effectuent notamment des stages à Angers SCO, au Stade Lavallois, et dans quatre autres clubs professionnels. Après treize modules de formation, neuf candidats sont reçus en mai 2017 :
- Yves Bertucci
- David Bettoni
- Hervé Della Maggiore
- Olivier Guégan
- Patrice Lair
- Mickaël Landreau
- Sarah M'Barek
- Frédéric Reculeau
- Franck Rizzetto

### Promotion 2017-2018 du BEPF
Les formateurs sont Patrick Gonfalone, Guy Lacombe, Philippe Montanier et Franck Thivilier. Dix stagiaires participent à treize sessions de formation, qui incluent des stages dans différents clubs professionnels, dont le RC Strasbourg, le Dijon FCO et le Grenoble Foot 38. Les dix stagiaires sont :

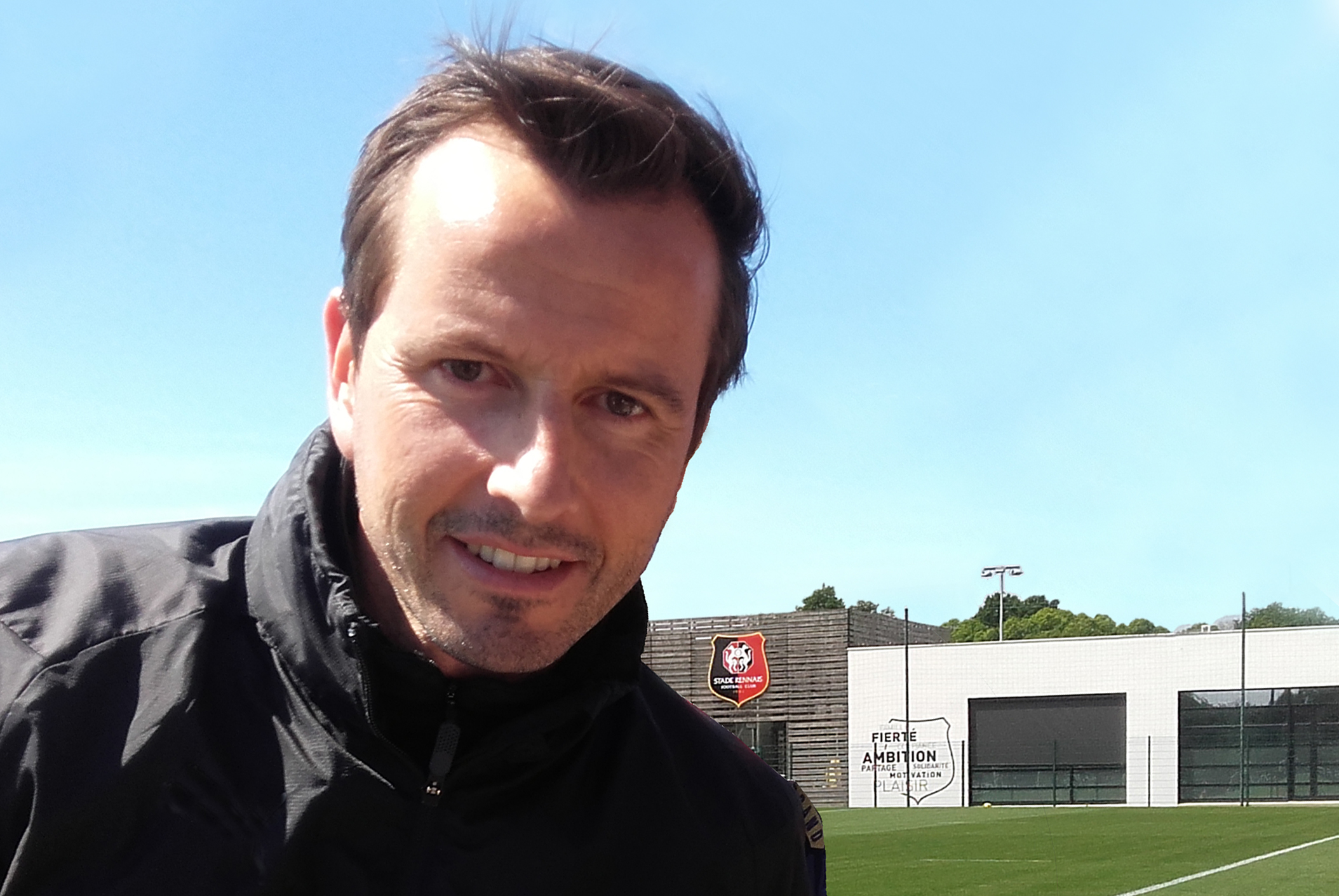
Julien Stéphan obtient le BEPF en 2018.

- Laurent Batlles
- Nicolas Cloarec
- Michaël Debève
- Damien Ott
- Manuel Pires
- Didier Santini
- Emmanuel Da Costa
- Julien Stéphan[note 3]
- Nicolas Usaï

### Promotion 2018-2019 du BEPF
Pour la session 2018-2019, dix techniciens sont retenus. Ils intègrent une formation de 42 jours, à l'issue de laquelle tous valideront le diplôme. Les dix entraîneurs diplômés du BEPF en mai 2019 sont :
- Jérôme Arpinon
- Laurent Bonadéi
- Vincent Bordot
- Mathieu Chabert
- Richard Déziré
- Stéphane Jobard
- Nicolas Le Bellec
- Fabien Lefèvre
- Karim Mokeddem
- Laurent Peyrelade

### Promotion 2019-2020 du BEPF
Tous les candidats ont obtenu le diplôme, après un an de formation menée par Franck Thivillier, Francis Gillot et Lionel Rouxel. Malgré l'épidémie de Covid-19, la grande majorité du cursus s'est déroulée normalement sauf les deux dernières sessions, consacrées aux présentations et débriefing des rapports de stage, qui ont eu lieu en visioconférence. Stéphane Dumont est major de cette promotion. Les lauréats sont les suivants :

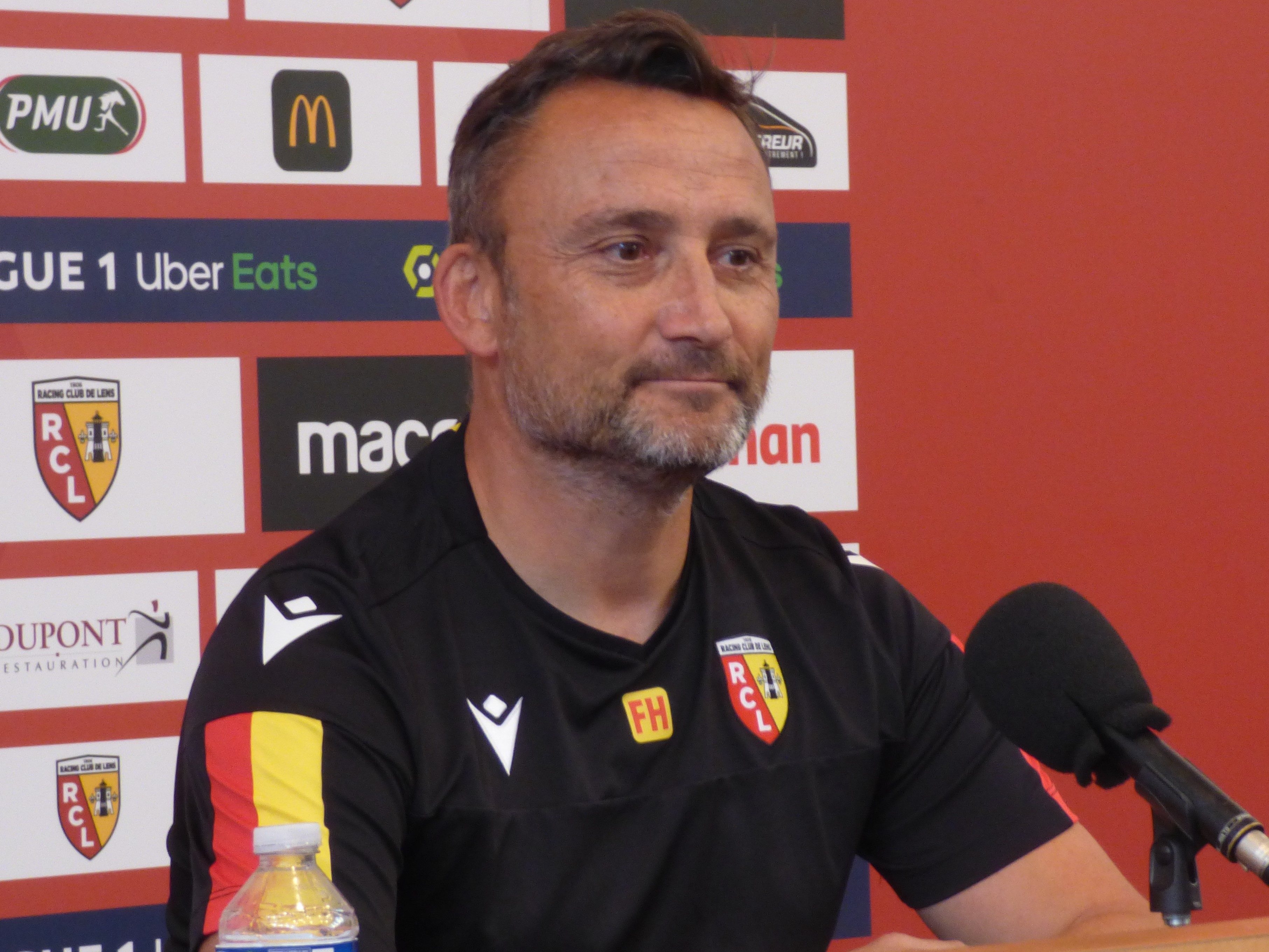
Franck Haise, diplômé du BEPF en 2020.

- David Bechkoura
- Philippe Bizeul
- Claudio Caçapa
- Alexandre Dujeux
- Stéphane Dumont (major)
- Franck Haise
- Sonia Haziraj
- Pascal Moulin
- Romain Pitau
- Julien Sablé

### Promotion 2020-2021 du BEPF
Dix candidats sont diplômés du BEPF en mai 2021. Ils ont été formés par Franck Thivilier, Lionel Rouxel et Francis Gillot, ainsi que des intervenants extérieurs comme Denis Troch ou Lionel Bellenger, maître de conférences à HEC. 
- Éric Chelle
- Johann Gallon[note 4]
- Xavier Collin
- Alain Pochat
- David Carré
- Cris
- Loïc Lambert
- François Rodrigues
- David Linarès
- Christophe Delmotte

### Promotion 2021-2022 du BEPF

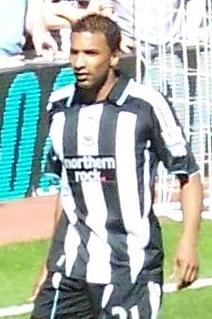
Habib Beye, diplômé du BEPF en 2022.

En avril 2021, la FFF annonce la liste des dix candidats admis à la formation, qui comportera treize sessions dont cinq stages d'observation dans des clubs comme Bourg-en-Bresse, Saint-Étienne ou Metz. Tous sortiront diplômés en mai 2022, sauf Jean-Marie Huriez.
- Habib Beye
- Zoumana Camara
- Maxence Flachez
- Jean-Marie Huriez
- Régis Le Bris
- David Le Frapper
- Olivier Saragaglia
- Benoît Tavenot
- Alexandre Torres
- Roland Vieira

### Promotion 2022-2023 du BEPF
Pour cette saison, les responsables pédagogiques sont Franck Thivilier, Lionel Rouxel et Francis Gillot. La liste des candidats admis à la formation est dévoilée en avril 2022 par la FFF : 
- Matthieu Chalmé
- Sylvain Didot
- Dimitri Fabros
- Thomas Fernandez
- Jean-Marie Huriez
- Stéphane Nado
- Benoît Pedretti
- Nicolas Rabuel
- Jean-Marie Stéphanopoli
- Grégory Vignal

### Promotion 2023-2024 du BEPF
La promotion 2023-2024 compte douze diplômés au terme de la liste communiquée vendredi 17 mai 2024 par la Direction technique nationale (DTN) de la FFF : 
- Fabrice Abriel
- Bryan Bergougnoux
- Didier Digard
- Ridha Jeddi
- Lilian Nalis
- Grégory Poirier
- Fabien Pujo
- Baptiste Ridira
- Oumar Tchomogo
- Sandrine Soubeyrand
- Patrick Videira (en)
- Jean-François Vulliez

### Promotion 2024-2025 du BEPF
La promotion 2024-2025 compte onze diplômés au terme de la liste communiquée vendredi 16 mai 2025 par la Direction technique nationale (DTN) de la FFF : 
- Jacques Abardonado
- Alou Diarra
- Maxime d'Ornano
- Emerse Fae
- Jean-Marie Huriez
- Ahmed Kantari
- Julien Lachuer
- Mathieu Le Scornet (en)
- Amandine Miquel
- Jocelyn Prêcheur
- Nicolas Seube